# Lang Film
Lang Film – szwajcarska firma zajmująca się produkcją filmową i telewizyjną, mająca swoją siedzibę w Freienstein-Teufen, powstała ona w 1980 roku przez Bernarda Langa.
Firma specjalizuje się w filmach dokumentalnych, fabularnych i telewizyjnych. Lang Film to jedna z najbardziej znanych szwajcarskich wytwórni filmowych.
Firma obejmuje również Langfilm Distribution i kino neues KINO we Freienstein-Teufen.
Firma jest odpowiedzialna za produkcję szwajcarskich klasyków filmowych takich jak Alpejski ogień i The Mountain.

## Wybrane filmy
- 1985: Alpejski ogień
- 1991: The Mountain
- 1992: Benny's Video
- 2007: The Friend
- 2009: Will you marry us?
- 2014: Electroboy